# Asirgarh-Fort

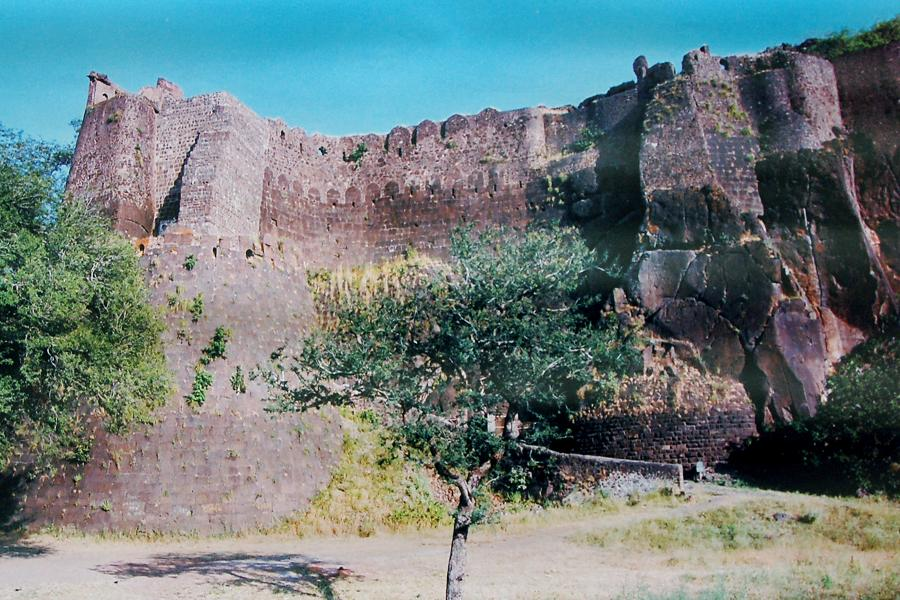
Asirgarh-Fort

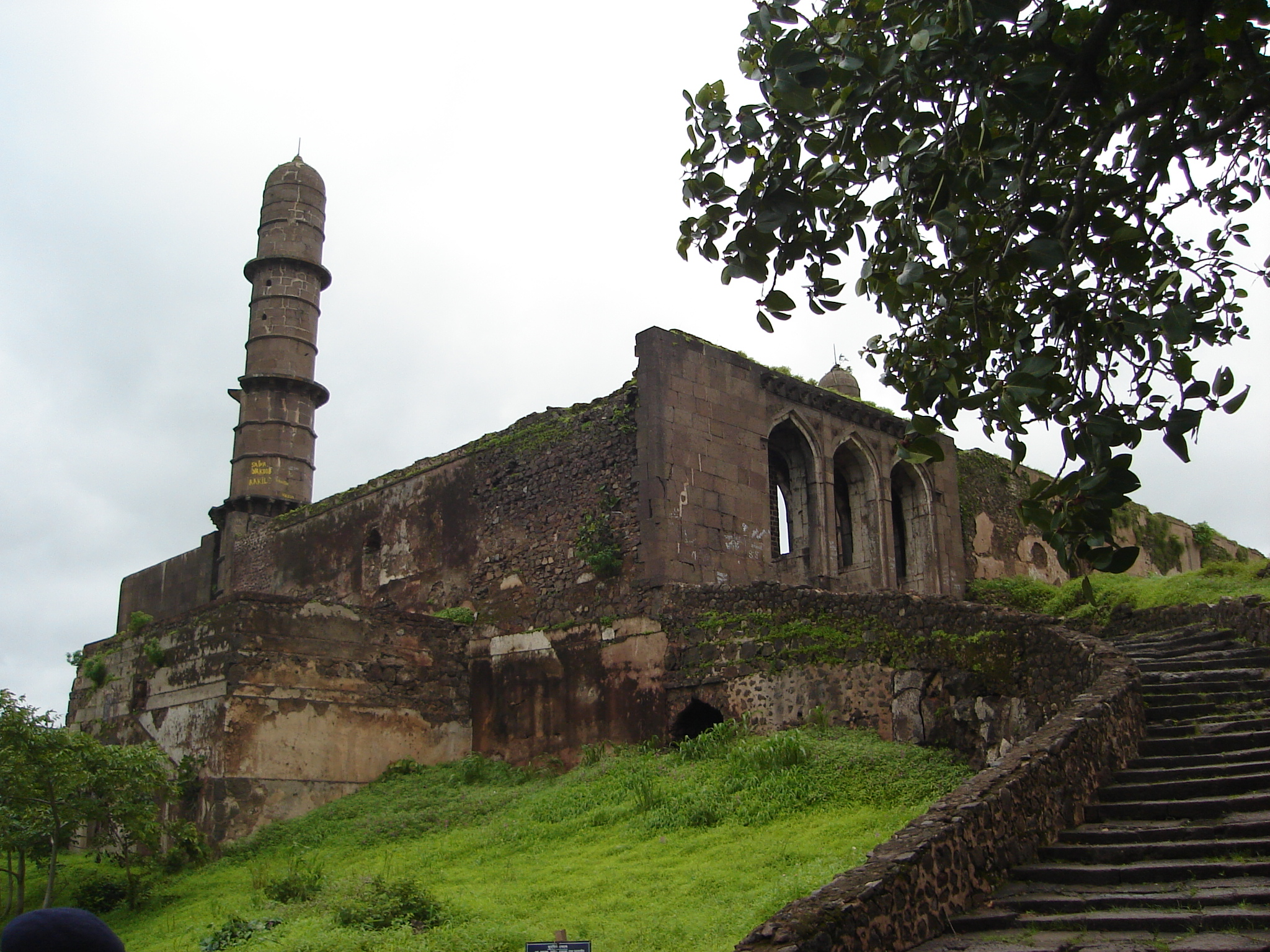
Moschee im Asirgarh-Fort

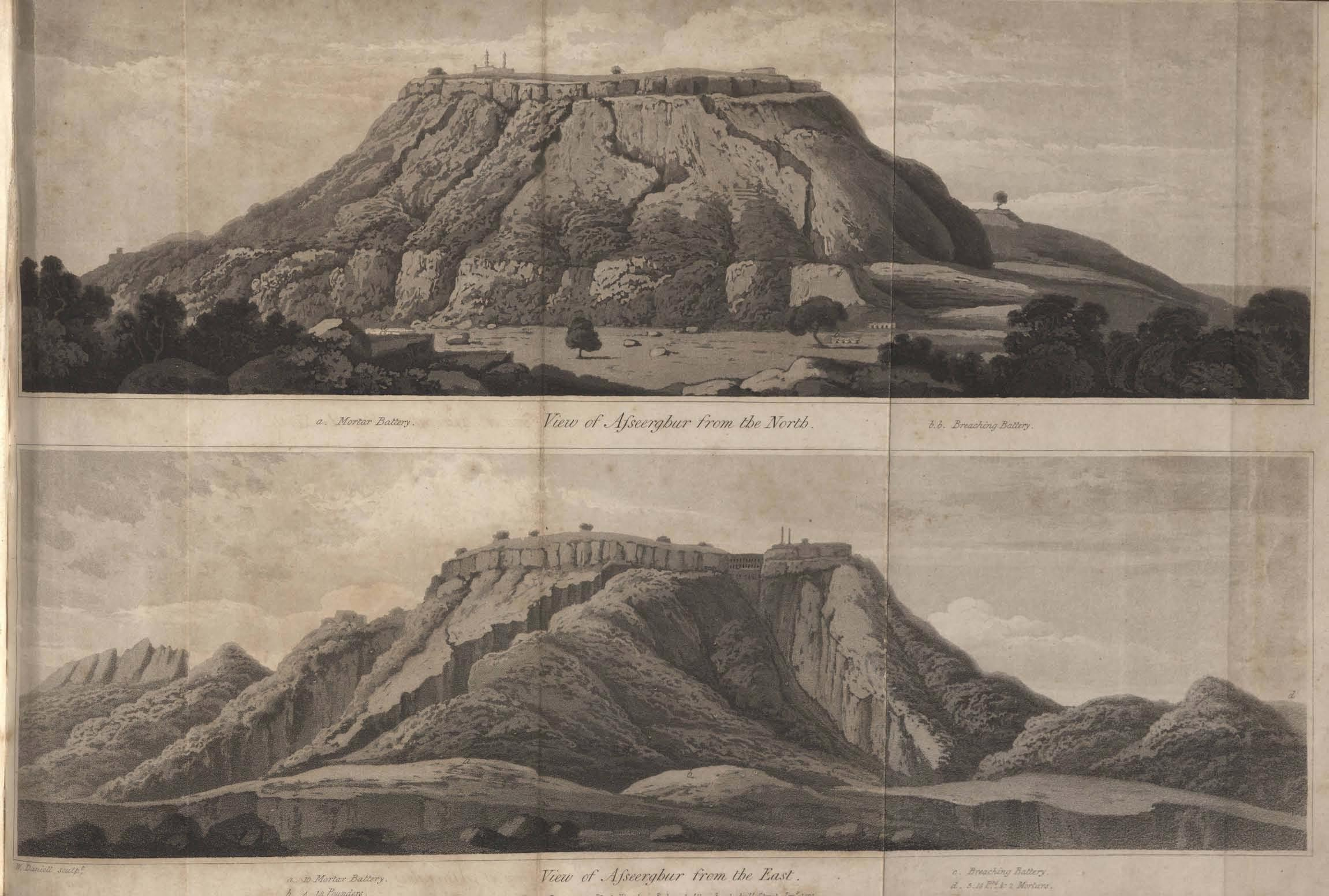
Ansichten des Asirgarh Forts (1821)

Das Asirgarh-Fort war eine der bedeutendsten mittelalterlichen Festungsanlagen (englisch fort; hindi qila) in Zentralindien (heute Süden des Bundesstaats Madhya Pradesh). Das Fort beherrschte einst einen bedeutenden Handelsweg zwischen der nordindischen Gangesebene und dem mittel- und südindischen Dekkan-Hochland.

## Lage
Das auf einem felsigen Bergplateau im Satpuragebirge in einer Höhe von 700 m bzw. etwa 200 m über dem Umland gelegene Asirgarh-Fort befindet sich zwischen den nach Westen fließenden Flüssen Narmada und Tapti etwa 20 km (Fahrtstrecke) nordöstlich der heutigen Großstadt Burhanpur.

## Geschichte
Angeblich wurde das Fort nach einem gewissen Asa Ahir benannt, der von dem Faruqi-Herrscher Nasir Khan bei der Eroberung des Forts Ende des 15. Jahrhunderts getötet wurde. Sein späterer Nachfolger Bahadur Khan (reg. 1596–1600) wurde von der Armee des Mogul-Herrscher Akbar I. in Burhanpur belagert und gefangen genommen; nach erfolglosem Artilleriebeschuss und anschließender einjähriger Belagerung wurde das aus drei Mauerringen bestehende Asirgarh-Fort am 17. Januar 1601 eingenommen. Nach dem Ende des Mogulreichs fiel es in die Hände der Marathen und wurde schließlich – nach einem gescheiterten Versuch im Jahr 1803 – im Rahmen des Dritten Marathenkriegs am 9. April 1819 von den Briten erobert, die es im 20. Jahrhundert endgültig aufgaben.

## Architektur
Drei in das Felsgestein hineingetriebene Wasserbecken sicherten die Trinkwasserversorgung. Die heute sichtbaren Befestigungsanlagen stammen weitgehend aus der Mogulzeit. Im Fortbereich befinden sich die Ruine einer Moschee mit einem dreiseitig von Arkaden begrenzten Hof und einem Minarett über der Mihrab-Nische sowie ein kleiner Shiva-Tempel.